# Pierre Latrobe
Pierre Latrobe, né le 21 octobre 1894 à Dieupentale et mort le 26 septembre 1967 à Versailles, est un écrivain français.

## Biographie
Directeur de société, il est exploitant du procédé Héliophore, inventé par son beau-père Louis Dufay.

## Œuvres
- Les Ailes d'or, à-propos en 1 acte, en vers (1910)
- Les dictons de chez nous (1943)
- Heures d'ombre et de clarté (1945) - Prix Paul Labbé-Vauquelin de l’Académie française
- Les Aventures du professeur Lenormand (1949)
- Feux d'artifice (1954)
- Poésie quotidienne (1955)
- Au gré des jours et des saisons (1965)